# کاترین اوریچ
کاترین اوریچ (متولد ۱۹۶۵) رئیس دانشکده علوم طبیعی و کشاورزی در دانشگاه کالیفرنیا، ریورساید و بنیان‌گذار شرکت پلیمریکس است. او جوایز بسیاری برای پژوهش‌های خود دریافت کرده است، از جمله جایزه ویتنی‌باک از طرف انجمن شیمی آمریکا و جایزه سیوکس از طرف دانشگاه داکوتای شمالی. در سال ۲۰۱۴، او عضو فرهنگستان ملی مخترعان و انجمن شیمی آمریکا شد.

## پژوهش
پژوهش‌های او عمدتاً بر پلیمرهای زیست‌تخریب‌پذیر برای کاربردهای دندان‌پزشکی و پزشکی تمرکز دارد. این پلیمرها شامل استرها، آمیدها و انیدریدها هستند که همگی در معرض آبکافت قرار دارند و در نتیجه، در محیط آبی بدن تجزیه می‌شوند.
قدیمی‌ترین نسخه آسپرین به بقراط در سده پنجم پیش از میلاد بازمی‌گردد، در حالی که جدیدترین نسخه، پلی‌آسپرین، از آزمایشگاه اوریچ در دانشگاه راتگرز آمده است. پلی‌آسپرین شامل انیدریدها و استرهایی است که در اثر آبکافت به ماده فعال آسپرین (اسید سالیسیلیک) تبدیل می‌شوند. پژوهش او در کتاب آسپرین: داستان شگفت‌انگیز یک داروی معجزه‌گر اثر دیارمود جفریس مورد توجه قرار گرفته است.
اگرچه این پلیمر در ابتدا برای نخ‌های جراحی زیست‌تخریب‌پذیر طراحی شده بود، اما پلی‌آسپرین اکنون در آزمایش‌های بالینی به عنوان ماده‌ای برای نوع جدیدی از استنت زیست‌تخریب‌پذیر در حال بررسی است. این استنت، التهاب پس از آنژیوپلاستی را که به عنوان رستنوز شناخته می‌شود، کنترل کرده و پس از اتمام کار خود ناپدید می‌شود.

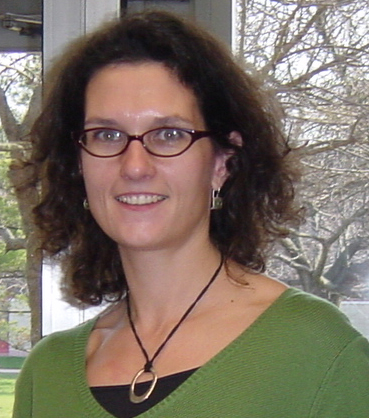
کاترین اوریچ در دانشگاه راتگرز

اوریچ با پروفسور مایکل چیکنداس از گروه علوم غذایی دانشگاه راتگرز همکاری کرده است تا پلی‌آسپرین و دیگر پلیمرهای گیاهی را به عنوان روشی برای جلوگیری از تشکیل زیست‌لایه توسط میکروب‌هایی مانند ای. کلی و سالمونلا در مواد غذایی بررسی کند.
در سال ۱۹۹۷، اوریچ اولین بار پلی‌آسپرین را به ثبت رساند. تمامی اختراعات اوریچ در ابتدا در سال ۲۰۰۰ به شرکت پلیمریکس واگذار شد تا داروهای پلیمری زیست‌تخریب‌پذیر توسعه یابند و اکنون از طریق دانشگاه راتگرز تحت مجوز هستند. این فناوری شامل تحویل کارآمدتر دارو به مناطق هدف مانند ایمپلنت‌های ارتوپدی، استنت‌های عروق کرونر و مفاصل آرتروزی است. اوریچ حداقل ۱۶ ثبت اختراع در ایالات متحده و ۱۶۰ درخواست ثبت اختراع در سراسر جهان دارد که همگی توسط دفتر ارتباطات شرکتی و انتقال فناوری دانشگاه راتگرز هماهنگ می‌شوند.
دومین حوزه پژوهشی اوریچ در زمینه میسل‌های پلیمری است. مانند صابون، این پلیمرها دارای یک سر آب‌دوست و یک دم آب‌گریز هستند. این مولکول‌ها ذرات کروی تشکیل می‌دهند که در آن‌ها می‌توان یک مولکول داروی آب‌گریز را محصور کرد.
گروه پژوهشی اوریچ دو دسته کلی از میسل‌های پلیمری در مقیاس نانو را بررسی می‌کند: ماکرومولکول‌های ستاره‌ای آمفی‌فیلیک (ASMs) و ماکرومولکول‌های عقرب‌مانند آمفی‌فیلیک (AScMs)؛ هر دو سیستم انتقال دارو را تسهیل می‌کنند. ماکرومولکول‌های ستاره‌ای آمفیفیلیک مانند میسل‌های تک‌مولکولی عمل می‌کنند که در آن چهار ذره پلیمری به‌طور کووالانسی به هم متصل‌اند. ماکرومولکول‌های عقرب‌مانند آمفیفیلیک از بخشی از ماکرومولکول‌های ستاره‌ای تشکیل شده و ابتدا باید برای تشکیل ساختارهای میسلی تجمع کنند. از آنجا که ماکرومولکول‌های عقرب‌مانند آمفیفیلیک ساده‌تر سنتز می‌شوند و خواص مشابهی دارند، این پلیمرها در حال بررسی‌های اثبات مفهوم برای تحویل ژنی siRNA و پلاسمید دی‌ان‌ای با همکاری پروفسور چارلی راث هستند.
همچنین، مولکول‌های عقرب‌مانند آنیونی (با بار منفی) از جذب سلولی LDL اکسیدشده، که به عنوان کلسترول بد شناخته می‌شود، جلوگیری می‌کنند. این نوع LDL معمولاً در ماکروفاژها ادغام شده و منجر به تشکیل سلول‌های فومی و ایجاد پلاک آترواسکلروتیک می‌شود که باعث تنگی یا انسداد شریان‌ها می‌گردد. برخلاف بیشتر داروهای ضد آترواسکلروزی، این پلیمر آنیونی تنها ذرات LDL را هدف قرار می‌دهد و نه HDL. ارسال این ذرات پلیمری اکنون در حال بررسی با همکاری پروفسور پراباس موگه است.
سومین حوزه پژوهشی گروه او، الگوهای نواری در ابعاد میکرونی از پروتئین‌ها (مانند آلبومین سرم، ایمونوگلوبولین جی، لامینین و سایر فاکتورهای رشد) بر روی زیرلایه‌های پلیمری زیست‌سازگار (مانند پلی (متیل‌متاکریلات) یا PMMA) است. این پروتئین‌ها رشد سلول‌های عصبی را تحریک می‌کنند، اما همیشه به اندازه‌ای بزرگ نیستند که شکاف ایجادشده در اثر آسیب را پر کرده و عملکرد عصب را بازگردانند؛ بنابراین، اوریچ در همکاری با پروفسورهای هلن بوتنر، مارتین گرومت و دیوید شرایبر ابعاد بهینه برای تحریک رشد سلول‌های عصبی و مؤثرترین روش الگوگذاری برای ایجاد گرادیان‌های پروتئینی را بررسی می‌کند.
اخیراً، گروه اوریچ در همکاری با پروفسور سالی ماینرز از دانشگاه پزشکی و دندان‌پزشکی نیوجرسی در حال توسعه مجاری هدایت عصبی از پلیمرهای زیست‌تخریب‌پذیر است.